# Béla II
Pour les articles homonymes, voir Béla.
Béla II Árpád dit l'Aveugle (hongrois : II. Vak Béla), né entre 1108 et 1110, mort le 13 février 1141, inhumé à Székesfehérvár, est roi de Hongrie de 1131 à 1141 Fils d'Álmos et de Predslavna de Kiev.

## Biographie
En 1115, son père Álmos s'étant rebellé contre le roi Coloman, Béla et lui ont les yeux crevés, Álmos s'enfuit à Constantinople où il meurt alors que Béla se réfugie dans l'abbaye de Pécsvárad. Béla est néanmoins rappelé en Hongrie en 1131 à la mort d'Étienne II, son cousin germain, mort sans postérité et qui a finalement fait de lui son successeur. 
Après la mort d'Étienne II le 1er mars 1131, Béla II est couronné roi le 28 avril suivant. Il doit faire face aux prétentions de Saul, fils de Sophie, neveu et premier successeur désigné de son prédécesseur. Dès le début du règne de Béla II, son épouse Hélène de Rascie (ou Jelena, ou Ilona) prend les rênes du gouvernement et, lors de l'assemblée d'Arad en 1131, fait condamner puis exécuter 78 dignitaires qu'elle considère comme responsables de la cécité de son mari. Avec les domaines qui leur sont confisqués, le roi dote le chapitre collégiale de la cité. La reine fait également nommer son frère Beloš duc de Hongrie, lui confie la direction de l'armée et lui donne un poste important à la cour. D'autres adversaires de Béla II dépêchent des émissaires en Pologne afin d'offrir le trône au prétendant Boris Conrad qui bénéficie de la protection de Boleslas III et pénètre en Hongrie avec l'appoint de forces russes. Béla II, dont la sœur Edwige est mariée à Léopold III d'Autriche, reçoit l'aide de ce dernier. Les Russes sont achetés par le roi et, bien que les Polonais demeurent fidèles au prétendant, la bataille décisive est remportée par les armées de Béla II et ses alliés autrichiens le 22 juillet 1132 sur les rives de la rivière Sajó. Boris se réfugie en Pologne mais il n'obtient plus d'aide .
Béla II, ayant renforcé son autorité dans le pays, conclut une alliance en 1134 avec l'empereur Lothaire de Supplinbourg. En 1136, il reprend à la république de Venise la cité de Split et sa région puis, en 1137, soumet la province de Rama qui constitue une partie de la Bosnie, ce qui lui permet de s'attribuer le titre de « Roi de Rama ». Il constitue un duché en Bosnie dont il investit son second fils Ladislas. En 1138, Béla II et Hélène complètent les donations faites par Álmos à Dömös. Sur le plan religieux, Béla II reconnaît comme pape Innocent II mais lors du conflit entre le pontife et Henri V du Saint-Empire qui suit la signature du Concordat de Worms en 1125, il soutient le parti de l'empereur. Il fiance ensuite sa fille Sophie à Henri le fils de Conrad de Hohenstaufen. En 1139, Béla II intervient encore dans un conflit interne en Russie en soutenant Iaropolk II Grand-prince de Kiev, frère de l'ancienne épouse de Coloman et donc oncle de Boris. 
Béla II s'adonne aux excès du vin et en meurt le 13 février 1141. Il est inhumé à Székesfehérvár. Son fils Géza lui succède, mais il est trop jeune pour régner. Hélène et son frère Beloš continuent à diriger le pays.[réf. nécessaire]

## Union et postérité
Le 28 avril 1127, Béla II épouse la princesse serbe Hélène de Rascie, dont il a quatre fils et deux filles :
- Élisabeth, née vers 1128 ;
- Géza II (1130-1162), roi de Hongrie ;
- Ladislas II (1131-1163), roi de Hongrie ;
- Étienne IV (v. 1133-1165), roi de Hongrie ;
- Álmos (né en 1134) ;
- Zsófia (née vers 1136).